# Hans Rose (Schauspieler)
Hans Wilhelm Bernhard Rose (* 21. Februar 1893 in Berlin; † 2. Februar 1980 in Ost-Berlin) war ein deutscher Schauspieler und Theaterregisseur.

## Leben
Hans Rose war am Rose-Theater als Schauspieler von 1914 bis 1924 tätig. Er war der Sohn von Bernhard Rose und hatte die beiden Brüder Paul Rose und Willi Rose.

## Filme
- 1949: Kampf den Fliegen
- 1950: Der Auftrag Höglers
- 1950: Die Sonnenbrucks
- 1951: Die letzte Heuer
- 1951: Der Untertan
- 1951: Das verurteilte Dorf
- 1952: Schatten über den Inseln
- 1954: Ernst Thälmann – Sohn seiner Klasse
- 1954: Alarm im Zirkus
- 1954: Der Fall Dr. Wagner
- 1955: Hauptsache, das Geld stimmt!
- 1956: Der Teufelskreis
- 1956: Heimliche Ehen